# Encephalartos msinganus
Encephalartos msinganus és una espècie de gimnosperma de la divisió Cycadophyta, família Zamiaceae, originària de l'est de la regió de la Ciutat del Cap (Sud-àfrica). Catalogat com En Perill Crític en el criteri B, ja que es produeix essencialment en un sol lloc amb la contínua disminució del nombre d'individus, i segons el criteri C perquè hi ha un 90% en una subpoblació.

## Generalitats
Encephalartos msinganus és una planta de la família de les Zamiaceae. Va ser descrita a la regió de Tugela Ferry a la zona de KwaZulu-Natal, a Sud-àfrica. S'assembla a l'espècie E. natalensis en els mateixos cons masculins i especialment en els cons verrucosos femenins. Però es diferencia en les fulles, ja que aquesta planta les té més estretes. També s'assembla a l'espècie del mateix gènere, E. senticosus, vegetativament i en els cons masculins semblants però difereix en les megaesporofil·les (fulles). Considerada com una "nova" espècie, ja que va ser descoberta a finals dels anys 80 la qual es va pensar que era una forma nana de E. natalensis.

## Descripció
Encephalartos msinganus és una cícada de port arborescent la qual normalment forma grups des de la base. La tija pot arribar fins als tres metres d'alt. Les fulles són de color verd fosc, rígides i formen una V i els marges poden ser sencers o dentats. Les fulletes de la part d'abaix poden passar a ser espines. Són plantes resistents a les glaçades degut al seu origen en altitud. Pot ser rar trobar-les als jardins i gairebé extintes a la natura. Plantar-les als nostres jardins podria ser una manera de contribuir-ne a la conservació. Els cons masculins en tiges de fins a 7 cm de llarg, aparentment glabres, de color groc pàl·lid. Els cons femenins no tenen tija, són de color groc però coberts d'una mata de pèls marrons.